# 金平柯
金平柯（学名：Lithocarpus echinophorus var. bidoupensis）为壳斗科柯属下的一个变种。

## 扩展阅读
- 維基物種上的相關：金平柯